# Нор-Трьонелаг
Нор-Трьонелаг в превод Северен Трьонелаг е фюлке (област) в Норвегия. Населението е 131 555 жители (2010 г.), а има площ от 22 412 кв. км. Намира се в часова зона UTC+1, а лятното часово време е по UTC+2. Областта носи това име от 1919 г. Административен център е град Стайнхер. От 1950-те години насам населението в областта нараства с темпове под средното национално ниво. В религиозно отношение/или липса на такова жителите са: 91,22% християни, 8,28% други/атеисти, и 0,50% други религиозни.